# Petrus Bsteh
Petrus Bsteh (* 1931) ist ein österreichischer katholischer Priester und Theologe.

## Leben
Von 1951 bis 1958 studierte er Philosophie und Theologie an der Pontificia Università Gregoriana. Von 1966 bis 1971 war er Professor für Systematische Theologie in Uganda. Von 1974 bis 1976 war er Professor für Systematische Theologie in Ghana. Anschließend war er Subregens im Wiener Priesterseminar. Seit 2001 war er Geschäftsführer des Forum für Weltreligionen (FWR).